# Орджоникидзе (крейсер, 1950)

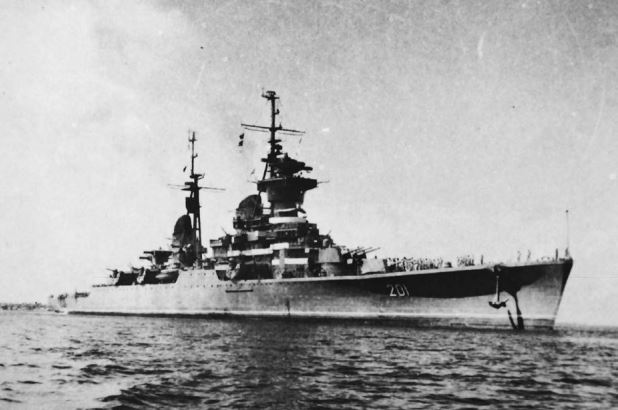
KRI Irian (201)

«Орджоникидзе» — советский крейсер проекта 68-бис. В 1963—1972-х гг. входил в состав ВМС Индонезии под названием KRI Irian (201)

## История строительства
3 декабря 1947 года зачислен в списки ВМФ. 19 октября 1949 года был заложен на ССЗ № 194 («Завод им. А. Марти», Ленинград), заводской номер: 600. 17 сентября 1950 года был спущен на воду и 18 августа 1952 года введён в строй.

## История службы
31 августа 1952 года вошел в состав 4-го ВМФ. 10—14 июля 1954 года совершил визит в Хельсинки.

### Визит Хрущёва в Англию, 1956 год
В составе отряда из крейсера «Орджоникидзе» и эскадренных миноносцев «Смотрящий» и «Совершенный» обеспечивал визит в Англию Н. С. Хрущёва и Н. А. Булганина. Во время стоянки 18—27 апреля в Портсмуте под крейсер пыталась поднырнуть группа английских военных аквалангистов с целью исследовать днище. Один из них, коммандер Лайонел Крэбб, при этом погиб под винтами. Материалы данного инцидента продолжают оставаться засекреченными. По другой версии, Крэбб был убит во время минирования крейсера (однако эта версия оспаривается).
1—8 августа 1956 года — визит в Копенгаген. 7—11 августа 1958 года — визит в Хельсинки. 24 декабря 1955 года — переведён в ДКБФ.
14 февраля 1961 года переведён на Краснознамёный Черноморский флот.

## В Индонезии
5 апреля 1962 года убыл из Севастополя для передачи ВМС Индонезии. 5 августа 1962 года прибыл в город Сурабая, 24 января 1963 года исключён из списков ВМФ СССР, 29 января 1963 года расформирован.
1963 год — вошёл в состав ВМС Индонезии под названием «Ириан». В 1964 году проходил ремонт во Владивостоке. После переворота 30 сентября 1965 года под руководством генерал-майора Сухарто СССР прекратил техническую поддержку эксплуатации крейсера. Использовался как тюрьма для политических противников Сухарто. В 1972 году разоружен и продан индонезийским командованием на слом.